# فرد چپلن
فرد چپلن (انگلیسی: Fred Chaplin؛ زادهٔ ۱۸۷۹) فوتبالیست اهل بریتانیا است.
از باشگاه‌هایی که در آن بازی کرده‌است می‌توان به باشگاه فوتبال بیرمنگام سیتی، باشگاه فوتبال آرسنال، باشگاه فوتبال کاونتری سیتی، و باشگاه فوتبال کاونتری سیتی، اشاره کرد.